# Herman Duffeling
Herman Duffeling (Engels: Vernon Dursley) is een personage uit de Harry Potterboekenreeks van J.K. Rowling.
Hij is de oom van Harry Potter: hij is getrouwd met de zus (Petunia Duffeling-Evers) van Harry's moeder (Lilly Potter-Evers). Herman en Petunia hebben een zoon, Dirk. Hij heeft ook een zus, Margot Duffeling.

## Biografie
Herman Duffeling is het eerste personage dat in de Harry Potterserie voorkomt en fungeert hierbij als valse protagonist. Hij wordt beschreven als een dikke, vlezige man met nauwelijks een nek en een enorme snor. Hij is de directeur van een borenfabriek, "Drillings" genaamd. Hij haat hartgrondig alles wat met magie te maken heeft en vooral zijn neefje Harry. Nadat Herman en zijn gezin geïntroduceerd worden, krijgt de lezer voor het eerst te maken met een paar tovenaars: Albus Perkamentus, Minerva Anderling en Rubeus Hagrid, die dan net Harry (één jaar oud) bij de Duffelings onderbrengen.
Herman en zijn vrouw Petunia hebben Harry van meet af aan met grote tegenzin opgevoed. Ze hebben hem nooit iets verteld over zijn afkomst of over de tovenaarswereld. Herman heeft een grote afkeer van alles wat anders is dan normaal. Hierdoor heeft hij een enorme afkeer van Harry en de tovenaarswereld die hij vertegenwoordigt. Hij dreigt hem één keer zelfs zonder pardon het huis uit te zetten. De reden hiervoor is dat hij hoort dat Voldemort wraak op Harry wil nemen, en aanneemt dat Voldemort het dan ook weleens op Harry's familie gemunt zou kunnen hebben. Opvallend hierbij is dat hij tegen Harry zegt dat hij zijn vrouw en zoon niet in gevaar zal brengen, wat erop lijkt te wijzen dat Herman wel een sterk verantwoordelijkheidsgevoel tegenover zijn gezin heeft (hoewel hij een treuzelende Dirk ooit een draai om zijn oren gaf).

## Stamboom familie Duffeling
|                  |                  |                  |                  |                  |                  |  |  |                  |                  |                  |                  |                  |                  |                |                |                |                |               |               |               |               |  |  |            |            |            |            |              |              |              |              |              |              |              |              |              |              |
|                  |                  |                  |                  |                  |                  |  |  |                  |                  |                  |                  |                  |                  |                |                |                |                |               |               |               |               |  |  |            |            |            |            |              |              |              |              |              |              |              |              |              |              |
| Margot Duffeling | Margot Duffeling | Margot Duffeling | Margot Duffeling | Margot Duffeling | Margot Duffeling |  |  | Herman Duffeling | Herman Duffeling | Herman Duffeling | Herman Duffeling | Herman Duffeling | Herman Duffeling |                |                | Petunia Evers  | Petunia Evers  | Petunia Evers | Petunia Evers | Petunia Evers | Petunia Evers |  |  | Lily Evers | Lily Evers | Lily Evers | Lily Evers | Lily Evers   | Lily Evers   |              |              | James Potter | James Potter | James Potter | James Potter | James Potter | James Potter |
| Margot Duffeling | Margot Duffeling | Margot Duffeling | Margot Duffeling | Margot Duffeling | Margot Duffeling |  |  | Herman Duffeling | Herman Duffeling | Herman Duffeling | Herman Duffeling | Herman Duffeling | Herman Duffeling |                |                | Petunia Evers  | Petunia Evers  | Petunia Evers | Petunia Evers | Petunia Evers | Petunia Evers |  |  | Lily Evers | Lily Evers | Lily Evers | Lily Evers | Lily Evers   | Lily Evers   |              |              | James Potter | James Potter | James Potter | James Potter | James Potter | James Potter |
|                  |                  |                  |                  |                  |                  |  |  |                  |                  |                  |                  |                  |                  |                |                |                |                |               |               |               |               |  |  |            |            |            |            |              |              |              |              |              |              |              |              |              |              |
|                  |                  |                  |                  |                  |                  |  |  |                  |                  |                  |                  | Dirk Duffeling   | Dirk Duffeling   | Dirk Duffeling | Dirk Duffeling | Dirk Duffeling | Dirk Duffeling |               |               |               |               |  |  |            |            |            |            | Harry Potter | Harry Potter | Harry Potter | Harry Potter | Harry Potter | Harry Potter |              |              |              |              |